# الرؤية عند الثدييات
رؤية الثدييات هي عملية إدراك الثدييات للضوء وتحليله وتشكيل أحاسيس ذاتية، بناءً عليها تتشكل فكرة الحيوان عن البنية المكانية للعالم الخارجي. المسؤول عن هذه العملية في الثدييات هو الجهاز الحسي البصري، الذي تأسست أساساته في مرحلة مبكرة من تطور الحبليات. يتكون الجزء الطرفي منه من العيون، والوسيط (عن طريق نقل الدوافع العصبية) - الأعصاب البصرية، والمركزي - المراكز البصرية في القشرة الدماغية.
التعرف على المحفزات البصرية في الثدييات هو نتيجة العمل المشترك بين العينين والدماغ. في الوقت نفسه، يُعالج جزء كبير من المعلومات البصرية بالفعل على مستوى المستقبلات، مما يسمح بتقليل كمية هذه المعلومات التي يتلقاها الدماغ بشكل كبير. إن القضاء على التكرار في كمية المعلومات أمر لا مفر منه: إذا قُيست كمية المعلومات التي تُسلم إلى مستقبلات الجهاز البصري بملايين البتات في الثانية (في البشر - حوالي 1 × 107 بت/ثانية)، فإن قدرات الجهاز العصبي على معالجتها محدودة إلى عشرات البتات في الثانية.
أعضاء الرؤية عند الثدييات تكون، كقاعدة عامة، متطورة بشكل جيد، على الرغم من أنها أقل أهمية في حياتها مقارنة بالطيور. عادةً ما تهتم الثدييات قليلًا بالأجسام الثابتة، لذلك حتى الحيوانات الحذرة مثل الثعلب أو القواع قد تقترب من إنسان يقف ساكنًا دون حركة. حجم العيون عند الثدييات صغير نسبيًا؛ ففي الإنسان، يبلغ وزن العين 1% من كتلة الرأس، بينما يصل إلى 15% عند الزرزور. تمتلك الحيوانات الليلية (مثل الرسغيات) والحيوانات التي تعيش في الأراضي المفتوحة عيونًا أكبر. إن رؤية حيوانات الغابات ليست حادة للغاية، وفي الأنواع التي تحفر تحت الأرض (مثل الطوبين والغوفرية والخلديات)، تقلصت العيون إلى حد كبير، وفي بعض الحالات (مثل الخلد الجرابي وفئران الخلد والجرذ الأعمى)، تكون مغطاة حتى بغشاء جلدي.

## عين الثدييات

بنية عين الثدييات

مثل الفقاريات الأخرى، تتطور عين الثدييات من الحويصلة الدماغية الأمامية ولها شكل دائري (كرة العين). عندما ننظر إلى شيء ما، فإن أشعة الضوء المنعكسة عنه تدخل إلى عيننا عبر فتحة صغيرة تسمى الحدقة. حجم هذه الفتحة يتغير تلقائيًا بفضل عضلات موجودة في القزحية (الجزء الملون من العين)، وذلك لتكيف العين مع كمية الضوء المتاحة. بعد دخول الضوء إلى العين، يصطدم بالعدسة التي تعمل كعدسة الكاميرا، حيث تجمع أشعة الضوء وتُركزها على طبقة حساسة للضوء في الجزء الخلفي من العين تسمى الشبكية. الشبكية عبارة عن طبقة معقدة تحتوي على ملايين الخلايا العصبية الحساسة للضوء والتي تسمى الخلايا المستقبلة للضوء. هذه الخلايا تحول الضوء إلى إشارات كهربائية ترسل إلى الدماغ عبر العصب البصري، لكي تُفسر كصورة.
العدسة ليست ثابتة الشكل، بل يمكنها أن تتغير لتُركز على الأشياء القريبة أو البعيدة. هذه العملية تسمى التركيز. عند النظر إلى شيء قريب، تصبح العدسة أكثر تحدباً، وعند النظر إلى شيء بعيد، تصبح العدسة أكثر تسطيحًا. هذه القدرة على تغيير شكل العدسة تسمح لنا برؤية الأشياء بوضوح على مسافات مختلفة. أما عند الزواحف والطيور، فإن آلية التكيف تختلف عن الثدييات، حيث تشمل ليس فقط تغيير شكل العدسة، بل أيضًا تغيير المسافة بين العدسة والشبكية. بشكل عام، قدرة عين الثدييات على التكيف أقل بكثير من قدرة عين الطيور: ففي الإنسان، لا تتجاوز هذه القدرة 13.5 ديوبتر في الطفولة وتنخفض بشكل ملحوظ مع التقدم في العمر، بينما يمكن أن تصل هذه القدرة عند الطيور (خاصة الطيور الغواصة) إلى 40-50 ديوبتر. أما القوارض الصغيرة (مثل ساكنات الحقل والفأريات)، فبسبب محدودية مجال رؤيتها، فإن قدرتها على التكيف تكون ضعيفة جدًا أو معدومة تقريبًا.
تلعب الجفون المزودة بالأهداب دورًا حاسمًا في حماية العين. في الزاوية الداخلية للعين توجد الغدة الدهنية التي تفرز مادة دهنية (لا توجد هذه الغدة عند الرئيسيات)، بينما توجد الغدة الدمعية في الزاوية الخارجية والتي تفرز السائل الدمعي الذي يغسل العين. يعمل السائل الدمعي على تحسين الخصائص البصرية للقرنية عن طريق تلطيف خشونة سطحها وحمايتها من الجفاف والعوامل الضارة الأخرى. تُصنف هذه الغدد، إلى جانب الجفون وعضلات العين، ضمن الجهاز المساعد للعين.

## الخلايا المستقبلة للضوء
من بين المستقبلات الضوئية، يمكن تمييز نوعين رئيسيين هما الخلايا العصوية والمخروطية، مع غلبة العصوية؛ فعلى سبيل المثال، تحتوي شبكية العين البشرية على حوالي 123 مليون عصوية و7 ملايين مخروطية. تكون العصوية مسؤولة عن إدراك شدة الضوء فقط وتوفر الرؤية الظلامية، بينما تلعب المخروطية دورًا رئيسيًا في الرؤية النهارية، مما يسمح للحيوانات ليس فقط بإدراك الضوء ولكن أيضًا بتمييز الألوان. توجد الأصباغ البصرية في الأغشية القرصية للمخروطية والعصوية.

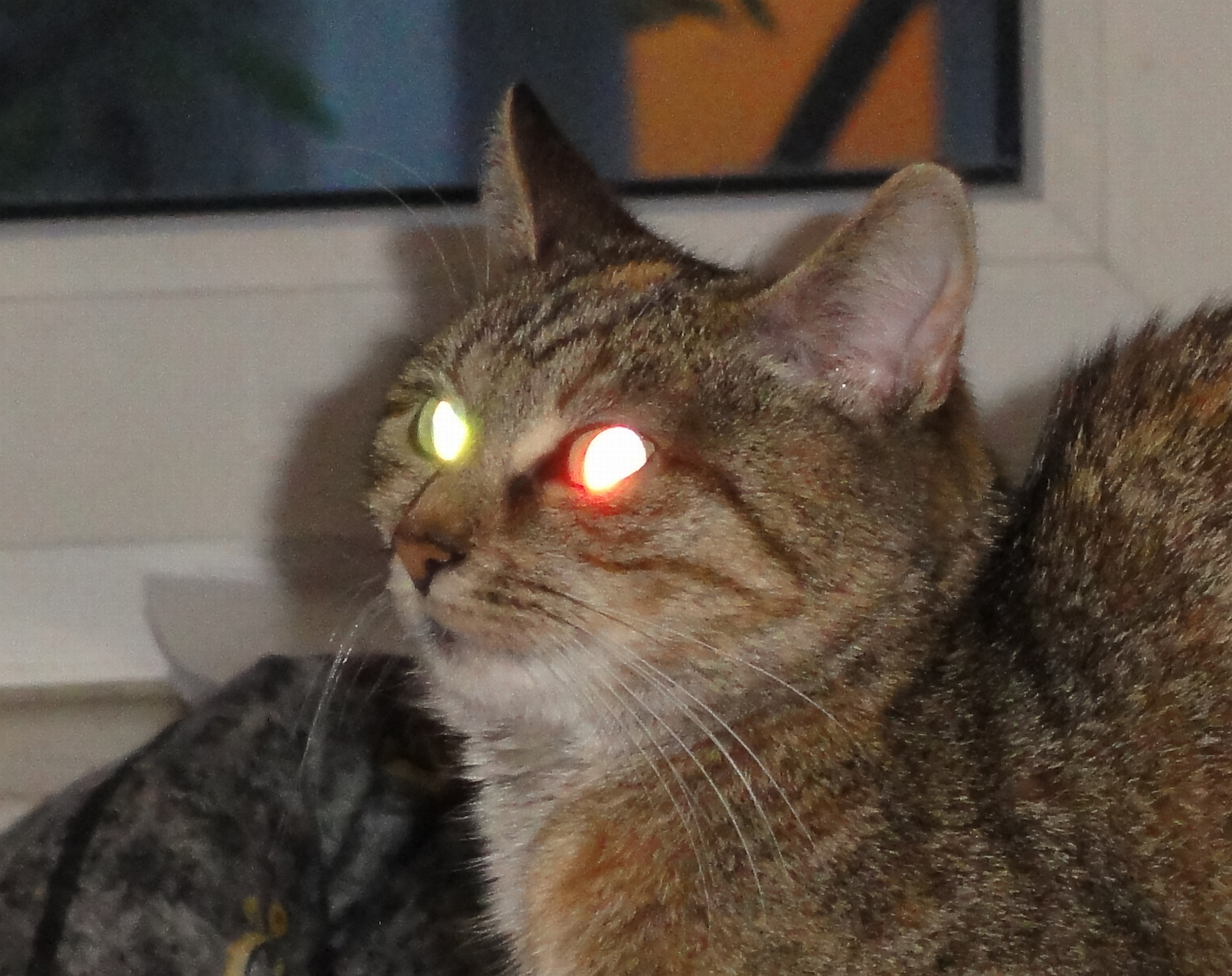
انعكاس الضوء من البساط الشفاف للقطة.

تحتوي المستقبلات الضوئية على أصباغ حساسة للضوء تسمى الأوبسينات؛ وهي بروتينات تمتد عبر الغشاء الخلوي وتنتمي إلى عائلة مستقبلات البروتين المقترن بالبروتين مستقبل مقترن بالبروتين ج. يتكون الأوبسين من 7 لفات حلزونية تخترق الغشاء الخلوي. يرتبط بجزيء الأوبسين جزيء آخر يمتص الضوء يسمى الريتينال (وهو مشتق من فيتامين أ). يشكل الريتينال والأوبسين معًا صبغة بصرية في العصيات تسمى الرودوبسين. للريتينال شكليْن: شكل زاوي وشكل خطي، وعند تعرضه للضوء يتحول الشكل الزاوي إلى الشكل الخطي. هذا التغيير في الشكل يزعزع استقرار الأوبسين المرتبط به ويؤدي إلى تنشيطه. بعد نقل الإشارة، تقوم إنزيمات خاصة بإعادة الريتينال إلى حالته الأصلية (الشكل الزاوي).
عند سقوط الضوء على شبكية العين، تُمتص بواسطة مادة حساسة للضوء تسمى الأوبسين. يؤدي تنشيط الأوبسين إلى سلسلة من التفاعلات الكيميائية داخل الخلية العصبية في الشبكية تسمى القناة البصرية. ينتج عن هذه التفاعلات إغلاق قنوات الصوديوم في غشاء القناة الأيونية. يؤدي إغلاق قنوات الصوديوم إلى تغير في الجهد الكهربائي داخل الخلية، وهي عملية تسمى الاستقطاب الزائد. يُحول هذا التغيير في الجهد الكهربائي إلى إشارة عصبية تنتقل عبر الخلايا العصبية المختلفة في الشبكية وصولاً إلى العصب البصري الذي ينقلها إلى الدماغ.
إن حاسة البصر بالألوان عند الثدييات أقل تطوراً مقارنة بالطيور التي تتمتع برؤية رباعية الألوان: فغالبية الثدييات تمتلك رؤية ثنائية الألوان، بينما تقتصر الرؤية الثلاثية الألوان على الرئيسيات العليا (القردة سفليات المنخرين وجزء من سعادين العالم الجديد). على سبيل المثال، لا تستطيع الفأر الحقلية الأوروبية تمييز سوى اللونين الأحمر والأصفر، بينما لا توجد حاسة بصر بالألوان على الإطلاق لدى حيوانات البوسوم، وابن عرس منتن أوروبي، وبعض الأنواع الأخرى. في الوقت نفسه، فإن بعض الحيوانات الجرابية، والخفافيش، والقوارض قادرة على الرؤية في الطيف فوق البنفسجي.
في التسعينيات، اُكتشف نوع ثالث من المستقبلات الضوئية لدى الثدييات - الخلايا العقدية الحساسة للضوء، والتي تحتوي على مادة الميلانوبسين، وهي مادة ذات حساسية ضعيفة جداً للضوء. لا تلعب هذه المستقبلات دوراً يذكر في إدراك الصور البصرية، ولكنها تشارك في تنظيم الإيقاعات اليومية (الساعة البيولوجية) وفي تنظيم حجم البؤبؤ.
يخترق جزء من الضوء الذي يصل إلى الشبكية هذه الأخيرة ليُمتص بواسطة ظهارة الشبكية الصباغية. ومع ذلك، فإن العديد من الثدييات (خاصة الليلية) تشكل هذه الغشاء طبقة لامعة تسمى البساط الشفاف أو "الغلاف العاكس"، تتكون من ألياف إيلاستين أو خلايا بطانية. تعكس هذه الطبقة أشعة الضوء مرة أخرى إلى الشبكية، مما يقلل من فقدانه. يعود سبب توهج عيون الثدييات في الظلام شبه التام إلى وجود البساط الشفاف. هذا "التوهج" للعين هو سمة مميزة للعديد من الثدييات، وخاصة الحيوانات المفترسة، بما في ذلك بعض الرئيسيات، ولكن يوجد أيضًا لدى البشر كبقايا تطورية.